# Nicolás de Piérola
José Nicolás Baltazar Fernández de Piérola y Villena (Arequipa, 5 de janeiro de 1839 — Lima, 23 de junho de 1913), conhecido como Nicolás de Piérola, foi um político e Presidente do Peru.